# Mezomelanezijski jezici
Mezomelanezijski jezici skupina od (69) zapadnooceanijskih jezika koji se govore na području Papue Nove Gvineje i Solomonskih otoka. Sastoje se od tri uže podskupine:
a) Bali-Vitu (2): muduapa, uneapa;
b) Novoirski jezici/New Ireland (63): babatana, bannoni, barok, bilur, blablanga, cheke holo, duke, gao, ghanongga, guramalum, hahon, hakö, halia, hoava, kandas, kara, kokota, konomala, kuanua, kusaghe, label, laghu, lavatbura-lamusong, lawunuia, lihir, lungga, madak, mandara, marovo, minigir, mono, nalik, nehan, notsi, papapana, patpatar, petats, ramoaaina, ririo, roviana, saposa, siar-lak, simbo, solos, sursurunga, tangga, teop, tiang, tigak, tinputz, tomoip, torau, tungag, ughele, uruava, vaghua, vangunu, varisi, zabana, zazao;
c) Willaumez jezici (4): bola, bulu, meramera, nakanai.

## Vanjske poveznice
- Ethnologue (14th)
- Ethnologue (15th)